# Hombre anuncio

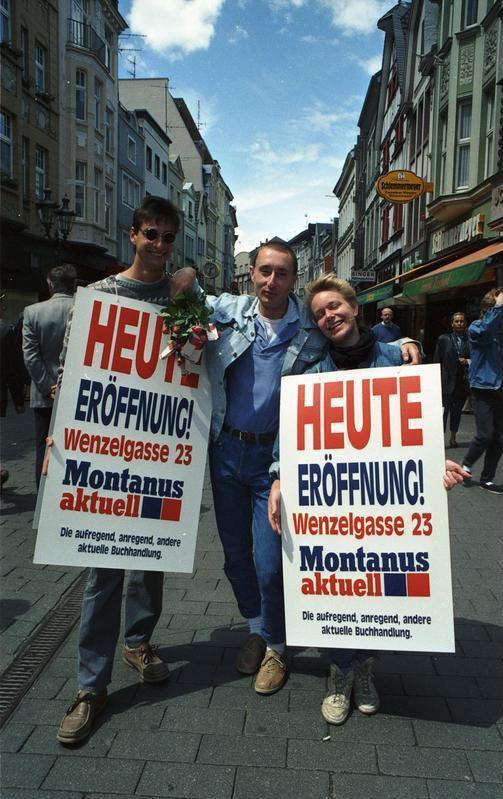
Hombres anuncio en Bonn

El hombre anuncio es una técnica publicitaria que consiste en una persona que lleva mensajes publicitarios sobre su cuerpo. Por lo general, el hombre anuncio porta dos carteles, uno frontal y otro dorsal, que cuelgan de sus hombros unidos por correas. La medida puede ser, por ejemplo, de metro y medio de largo por un metro de ancho.

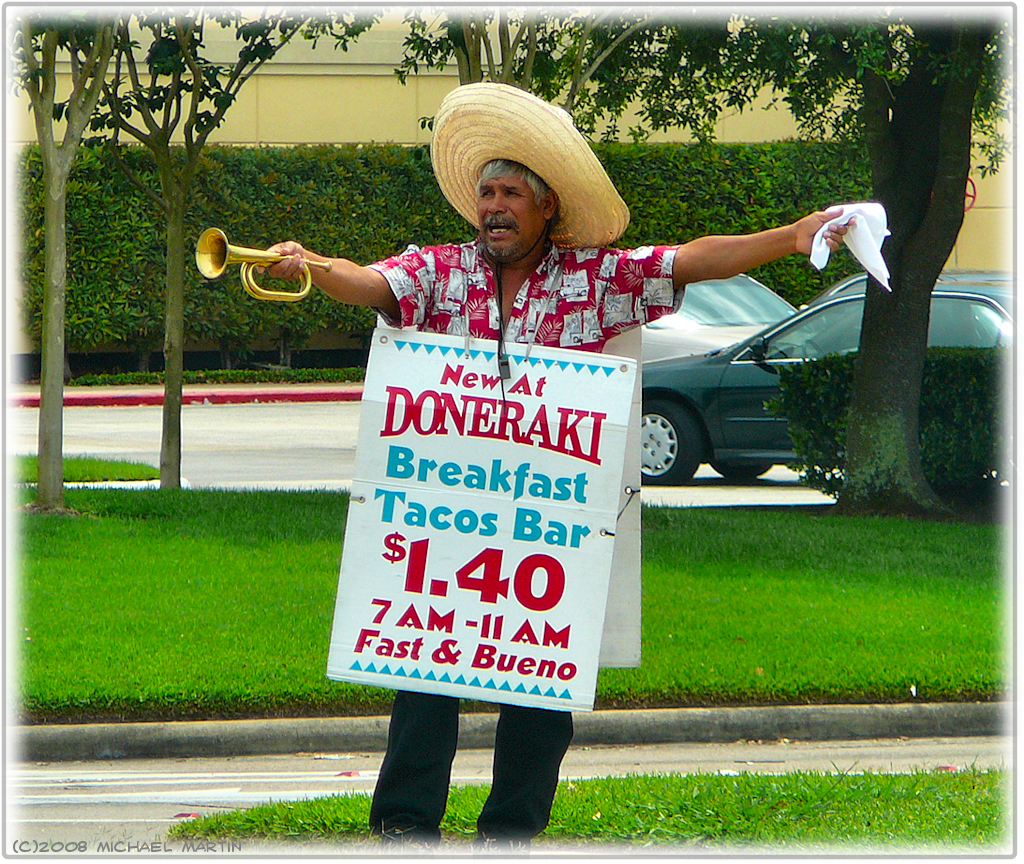
Un hombre anuncio haciendo publicidad sobre un restaurante de comida mexicana.

La mayor utilidad de los hombres anuncio se obtiene al situarse en las postrimerías de un determinado establecimiento comercial bien para promocionarlo bien para dar a conocer los artículos que se comercializan en el mismo. Los espectáculos y otros actos culturales también encuentran en este personaje un buen recurso promocional al situarse en las inmediaciones del teatro, sala de fiestas, etc.
Las justificaciones para emplear un hombre anuncio pueden ser varias:
- renovación o lanzamiento de una marca
- lanzamiento de un artículo
- promoción de un espectáculo
- promoción de un establecimiento con una mala ubicación comercial

La misión del hombre anuncio es pasearse con sus carteles publicitarios en la zona escogida, preferentemente en fechas y horas de gran concurrencia, repartiendo a los paseantes octavillas, folletos u otra documentación promocional.
Otras iniciativas originales (aunque muy minoritarias) de hombres anuncio que han surgido recientemente son:
- patrocinio de camisetas con mensajes publicitarios llevadas en eventos de gran difusión mediática;
- tatuaje de marcas o mensajes publicitarios en diferentes partes del cuerpo

## Curiosidades
- El ayuntamiento de Madrid prohibió en octubre de 2008 los tradicionales hombres-anuncio que trabajaban en la ciudad.[1]

## Galería

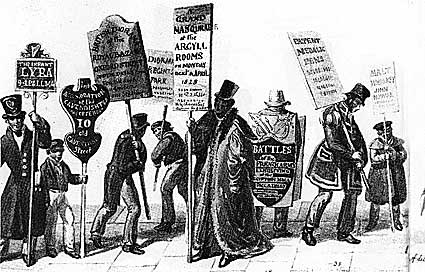
Hombres anuncio en Londres en 1828
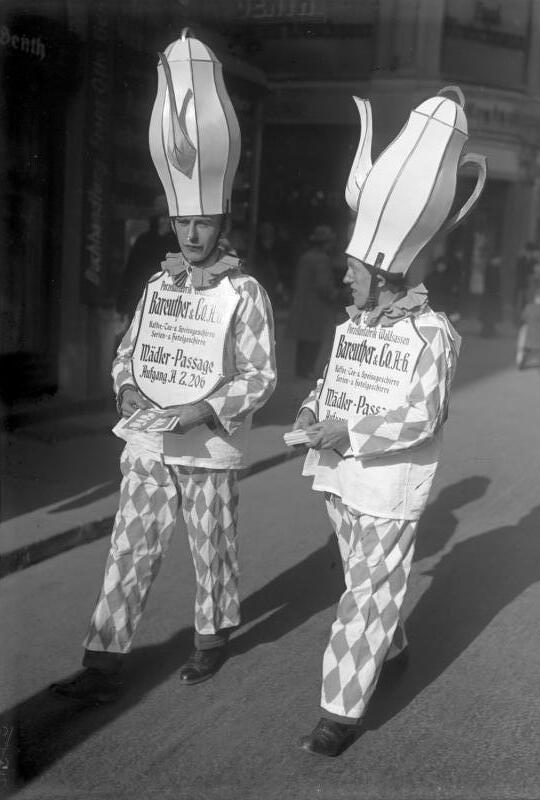
Hombres anuncio en Leipzig
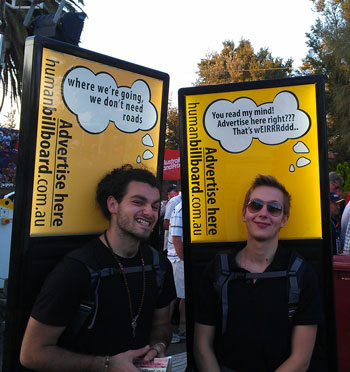
Originales hombres anuncio en Melbourne
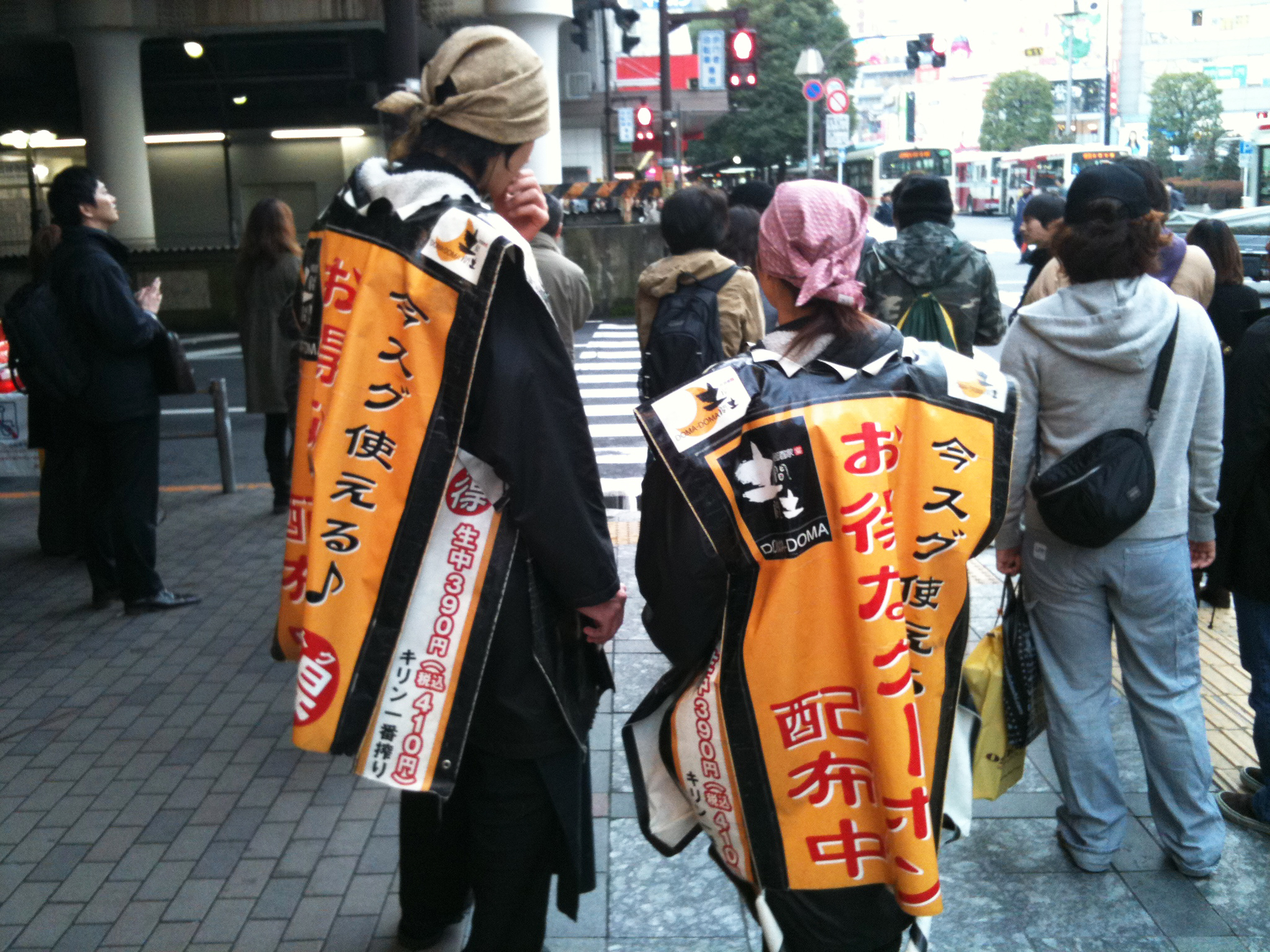
Hombres anuncio en China
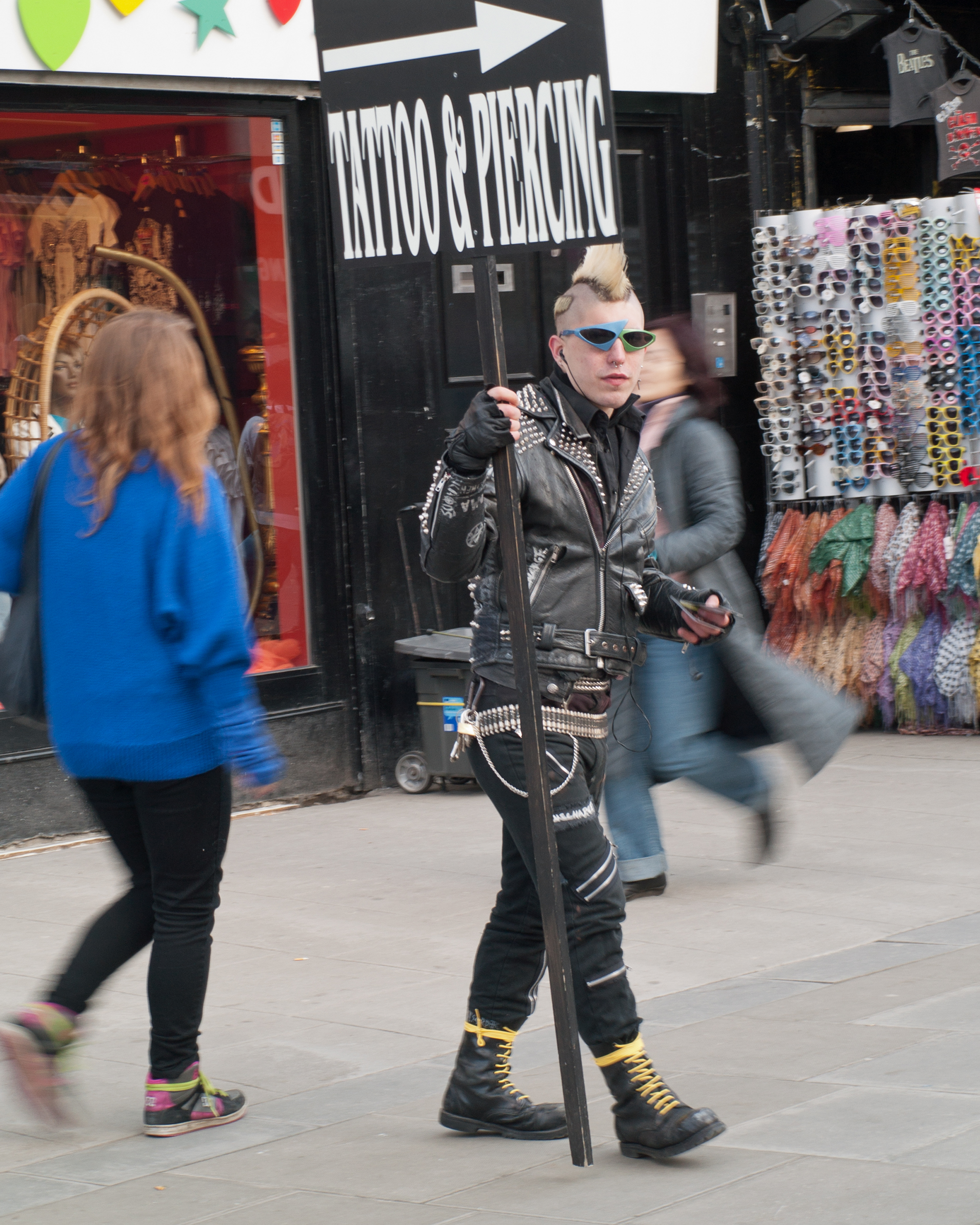
Anuncio de una tienda en Camden Town, Londres
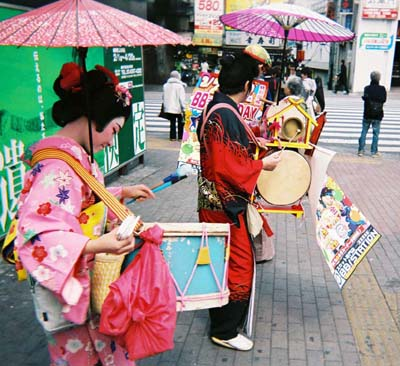
Músicos anunciantes en Japón